# Джефферсон (округ, Миссури)
Округ Джефферсон (англ. Jefferson County) — округ штата Миссури, США. Население округа на 2009 год составляло 219 046 человек. Административный центр округа — город Хилсборо.

## История
Округ Джефферсон основан в 1818 году.

## География
Округ занимает площадь 1701.6 км2.

## Демография
Согласно оценке Бюро переписи населения США, в округе Джефферсон в 2009 году проживало 219 046 человек. Плотность населения составляла 128.7 человек на квадратный километр.